# Falk Cohn
Falk Cohn (geboren am 18. Dezember 1833 in Dessau, Anhalt-Dessau; gestorben am 6. März 1901 in Bonn) war ein deutscher Rabbiner.
Falk Cohn war der Sohn des Dessauer Lehrers und Rabbinatsverwesers H. Cohn und der Sara Falk.
Cohn immatrikulierte sich im April 1855 an der Friedrich-Wilhelms-Universität in Berlin. Er nahm dort Talmud-Unterricht. Am 21. Februar 1860 promovierte er in Leipzig mit dem Thema Philosophisch-kritische Abhandlung über den Schlußvers des zweiten Buches der Psalmen.
Im Mai 1861 wurde Cohn Prediger in Köthen (Anhalt-Bernburg). 1862 wurde er Mitglied der Deutschen Morgenländischen Gesellschaft. Von Ende 1862 bis 1867 war er Prediger und Religionslehrer in Waren, Mecklenburg-Schwerin. Danach war er bis 1872 Direktor der jüdischen Schule in Bielitz (Österreichisch-Schlesien). Im Jahre 1872 wurde er Prediger in Oels (preußische Provinz Niederschlesien), 1882 Rabbiner in Bonn.
Falk Cohn war mit Sidonie Herzberg (gestorben 1897) verheiratet. Er wurde mit seiner Frau auf dem Jüdischen Friedhof Bonn bestattet.
Zu seinem Angedenken wurde nach seinem Tod in der Bonner jüdischen Gemeinde der Falk-Cohn-Verein gegründet.

## Publikationen
- Philosophisch-kritische Abhandlung über den Schlußvers des zweiten Buches der Psalmen. Dissertation Leipzig 1860.
- Bedeutung und Zweck des Versöhnungstages. Predigt gehalten am Vorabende des Versöhnungsfestes 5622 in der Synagoge zu Cöthen. Leipzig 1862.
- Die Rückkehr. Predigt gehalten am Abende des Versöhnungsfestes 5623. Köthen 1862.
- Glaube, Liebe und Vertrauen. Predigt gehalten bei der Gedächtnissfeier für Ihre k. Hoheit, der hochsel. Frau Grossherzogin Anna von Mecklenburg-Schwerin in der Synagoge zu Waren. 1865.
- Die Sprache eines Denkmals. Predigt zur Jahresfeier des Frankfurter Friedensschlusses. 1873.
- Jüdische Religionsschulen neben höheren Lehranstalten. Ein Beitrag zur Geschichte des deutschen Schulwesens. Hepner, Breslau 1878 (Nachdruck bei Nabu Press, 2010, ISBN 978-1-1477389-5-7).
- Prolog zum 50jährigen Stiftungsfest der Chewra Kadischa in der Sprache eines Denkmals.
- Die Entwickelung des jüd. Unterrichtswesens von Mendelssohn bis auf die Gegenwart. Ein Vortrag. In: Das jüdische Literaturblatt. Hrsg. von Moritz Rahmer, Magdeburg 1880, Nr. 28–30.
- Zur Frage über die Arbeitsüberbürdung der Schüler und Schülerinnen höherer Lehranstalten. 1881.
- Die Disziplin in den jüd. Religionsschulen. Oels 1881.